# (467229) 2016 EQ164
(467229) 2016 EQ164 es un asteroide perteneciente al cinturón de asteroides, descubierto el 4 de marzo de 2005 por el equipo Spacewatch desde el Observatorio Nacional de Kitt Peak (Arizona, Estados Unidos).